# Savage Amusement
Savage Amusement är det tionde studioalbumet av den tyska rockgruppen Scorpions från 1988. Samtliga låtar är skrivna av gitarristen Rudolf Schenker och sångaren Klaus Meine medan trummisen Herman Rarebell har varit inblandad i två stycken. Den 4 juni 1988 nådde albumet som bäst femteplatsen  på den amerikanska Billboard-listan.

## Låtlista

### Sida 1
1. "Don't Stop at the Top"  (musik Schenker/text Meine/Rarebell)   – 4:03
2. "Rhythm of Love"  (Schenker/Meine)   – 3:47
3. "Passion Rules the Game"  (Rarebell/Meine)   – 3:58
4. "Media Overkill"  (Schenker/Meine)   – 3:32
5. "Walking On the Edge"  (Schenker/Meine)   – 5:05

### Sida 2
1. "We Let It Rock...You Let It Roll"  (Schenker/Meine)   – 3:38
2. "Every Minute Every Day"  (Schenker/Meine)   – 4:21
3. "Love On the Run"  (Schenker/Meine/Rarebell)   – 3:35
4. "Believe In Love"  (Schenker/Meine)   – 5:20